# Shanwei (köping)
Shanwei (kinesiska: 山围, 山围镇) är en köping i Kina. Den ligger i den autonoma regionen Guangxi, i den södra delen av landet, omkring 220 kilometer öster om regionhuvudstaden Nanning. Antalet invånare är 26791. Befolkningen består av 13 197 kvinnor och 13 594 män. Barn under 15 år utgör 30 %, vuxna 15-64 år 59 %, och äldre över 65 år 9,0 %.
Genomsnittlig årsnederbörd är 2 399 millimeter. Den regnigaste månaden är maj, med i genomsnitt 397 mm nederbörd, och den torraste är oktober, med 40 mm nederbörd.